# Cephalorhizum oopodum
Cephalorhizum oopodum är en triftväxtart som beskrevs av Mikhail Grigoríevič Popov och Jevgenij Korovin. Cephalorhizum oopodum ingår i släktet Cephalorhizum och familjen triftväxter. Inga underarter finns listade i Catalogue of Life.